# Humbert de Wurtzbourg
Humbert ou Hunbert (mort le 9 décembre 842) est évêque de Wurtzbourg de 832 à sa mort.

## Biographie
Humbert appartient au clergé de la cathédrale de Wurtzbourg. Il apparaît à la fin du règne de Louis le Pieux dans des assemblées impériales, mais semble ne pas avoir de rôle politique. Il fait beaucoup d'efforts pour accroître la bibliothèque épiscopale et séjourne dans les régions frontalières de son évêché, afin de renforcer son influence.

## Source, notes et références
- (de) Cet article est partiellement ou en totalité issu de l’article de Wikipédia en allemand intitulé « Hunbert » (voir la liste des auteurs).

## Liens
- Notice dans un dictionnaire ou une encyclopédie généraliste :   - Deutsche Biographie
- Notices d'autorité :   - VIAF
  - GND
  - Tchéquie